# No Worries
No Worries è il secondo singolo di Simon Webbe, ex membro dei Blue, estratto dal primo album del cantante inglese Sanctuary del 2005. La voce femminile che si sente nel brano è di Yvonne John Lewis.
Il singolo ha avuto una buona accoglienza più o meno in tutti i paesi in cui è uscito, raggiungendo al suo apice la posizione numero 4 in Inghilterra e la numero 2 nei Paesi Bassi. In Italia il singolo non è riuscito a bissare il successo del precedente Lay Your Hands, non riuscendo ad entrare nella top 10.

## Tracce
1. No Worries
2. Lay Your Hands Straight (Stargate Remix)

## Classifiche
| Posizione | 20 | 11 | 19 | 20 | 20 | 14 | 15 | 21 | 27 | 42 | 20 | 39 | 42 |